# L'arte di trattare le donne
L'arte di trattare le donne o Discorso sulle donne (Über die Weiber) è un saggio del 1851 scritto dal filosofo tedesco Arthur Schopenhauer. Apparso per la prima volta nell'opera in due volumi Parerga e paralipomena, si articola in diciassette capitoli.

## Contenuto dell'opera

### La natura della donna
Il filosofo afferma che la bellezza della donna agli occhi degli uomini risiede nell'istinto sessuale. Afferma inoltre che la donna appartiene al “secondo sesso” che da ogni punto di vista è inferiore all'uomo e quindi quest'ultimo deve essere comprensivo nei suoi confronti; aggiunge, poi, che l'uomo è diretto in tutto a differenza della donna che è completamente l'inverso.

### Le differenze dall'uomo
Dopo essersi cimentato sulla natura della donna, Schopenhauer inizia a trattare la differenza tra i due sessi: L'uomo e la donna. Afferma che la natura quando ha diviso i due sessi non l'ha tagliati proprio nel mezzo, donando così al primo sesso, quello maschile, forza e bellezza e al secondo, quello femminile, bellezza frivola e poco duratura.
Aggiunge poi un discorso d'orgoglio sessuale, anch'esso diviso in due fazioni, quello maschile e quello femminile. Il primo tratta del perdono di un possibile adulterio della sposa, mentre il secondo tratta invece della concessione sessuale solo ad un singolo uomo. 
Accanto all'onore vi è l'amore per i figli, qui il filosofo afferma che l'uomo è assai più affettuoso verso i figli rispetto alla donna; perché l'amore della donna è puramente fisico e istintivo, mentre quello dell'uomo è più solido perché ha origine dalla metafisica, cioè, dal riconoscimento del figlio.
La parte che più interessa è la funzione della donna secondo Schopenhauer.

### I suoi compiti secondo natura
Nel terzo capitolo si tratta dei compiti della donna. In evidenza vi è subito la gravidanza, che precede l'umiltà (del dolore del parto) e la pazienza (dell'essere sempre serena accanto all'uomo). Secondo l'autore le donne sono destinate alla “propagazione del genere umano” e all'obbedienza. Riguardo al secondo punto egli afferma che le donne sono state create con lo scopo d'obbedire, perché appena si trovano in condizione d'indipendenza esse ricercano subito un uomo per unirsi.
In questo libro tratta, però, anche dei pregi della donna, i quali sono: realismo e il “concepimento delle cose”. Il primo pregio sottolinea il fatto che le donne a differenza degli uomini “non vedono nelle cose più di quello che vi è”; il secondo pregio invece sottolinea il fatto che donne vedono l'ovvio e tendono a raggiungere subito la meta più vicina mentre l'uomo è “cieco a quello che gli è sotto il naso”. Subito dopo, però, ai pregi della donna vi sono i difetti. Arthur afferma che il difetto fondamentale delle donne è l'ingiustizia, perché essendo più deboli esse non possono ricorrere alla forza bensì all'astuzia. Altro difetto importante è lo sperpero, infatti secondo il filosofo le donne sono inclini a questo difetto, l'uomo guadagna il denaro mentre la donna lo spende.

### Come scegliere la donna adatta
Immediatamente dopo la descrizione della donna, vi è il consiglio spassionato del filosofo su “come scegliere la donna adatta”. Secondo la sua opinione bisogna essere molto critici nella scelta della donna da fecondare, perché se ella è solo un po' storpia questa caratteristica la potrà trasmettere al figlio. La donna scelta dovrà essere intorno ai 20 anni d'età perché, secondo Schopenhauer, “la giovinezza senza bellezza ha pur sempre il suo fascino, ma la bellezza senza giovinezza non ne ha alcuno”; accanto alla giovinezza essa dovrà essere turgida perché le donne grasse danno un senso di repulsione nell'uomo, e dovrà avere una bocca piccola, con mascelle piccole, un naso perfetto senza incurvature, femminilità acuta e senza “ereditarietà” (cioè con genitori che hanno voglia di lavorare). Infine la giusta donna deve essere scelta da uno sguardo equo e razionale, e non da uno passionale. Quindi bisogna accettare i consigli altrui che meglio sanno indicarci la giusta strada.

### L'amore
Dopo aver scelto la donna giusta si passa subito a “l'amore” che per Schopenhauer è rappresentato solo ed unicamente dal sesso, infatti per lui l'amore è spinto solo dal desiderio sessuale e l'atto della copulazione è uguale con qualsiasi individuo di sesso opposto; oltre tutto l'amore è cieco a causa della passione, è comico e tragico nello stesso tempo, è poesia perché la passione lo fa elevare da un desiderio fisico ad un qualcosa di metafisico, è il sospiro della specie perché la passione fa sentire la persona accanto come insostituibile e ogni volta che la si rivede si ha come un gemito ed è una trama occulta perché gli innamorati tramano insieme un qualcosa per sfuggire alle innumerevoli sofferenze della vita.
Ma l'amore è anche male, (come Cupido che era rappresentato come un dio ostile e malvagio), perché negli occhi della donna che l'adolescente crede di amare follemente e più della sua stessa vita vi è un desiderio “infame e senza poesia”: quello di procreare e portare avanti il genere umano.
Secondo Schopenhauer però l'amore vero esiste perché “sulla terra non esistono due individui uguali, quindi per un uomo ci sarà sempre una sola donna che lo completi realmente; la probabilità d'incontrarla però è quasi nulla”. A volte, solo a volte, l'amore diventa assai insopportabile come una paura e supera di gran lunga l'amore, ecco perché per il filosofo esiste il “suicidio d'amore”.
Trattando invece il sesso, il filosofo si spinge sull'infedeltà: dice infatti che l'uomo è incostante nell'amore perché riesce a generare circa cento figli all'anno, mentre la donna malgrado quanti uomini abbia potrà generare solo e solamente un figlio; quindi ad ogni atto sessuale l'uomo rimane soddisfatto ed è pronto per un altro rapporto, mentre la donna moltiplica il suo sentimento verso quell'uomo.
Egli afferma inoltre che amore e odio viaggiano sulla stessa linea: come in Platone, anche in Schopenhauer l’amore dell'uomo è paragonabile a quello dei lupi per le pecore. Secondo il filosofo, inoltre, le malattie sessuali trasmissibili sono un bene, non un male, perché senza la conoscenza di queste l'istinto sessuale sarebbe irrefrenabile (suggerisce anche un metodo per evitarle).

### Il matrimonio
In questa frazione del libro, Schopenhauer cita la “contrazione” cioè il vero significato del matrimonio: che l'uomo sposi la donna perché pretende una sola cosa da lei, mentre la donna si aspetta tutto dall'uomo. Quindi, la contrazione sta nel patto che l'uomo fece agli albori con la donna, cioè che può anche pretendere una sola cosa, ma deve promettere di occuparsi di tutte le altre.  Il matrimonio, per il filosofo, è guerra e necessità; il suo consiglio è non sposarsi perché la vita da single è pace e serenità.
L'unico obiettivo di questa unione non è, come credono in molti, l'intrattenimento intellettuale, bensì la generazione dei figli. In realtà, però, l'unica conseguenza del matrimonio oltre alla procreazione è “farsi venire la nausea l'uno dell'altro”. Aggiunge poi che l'uomo ammogliato è un uomo dimezzato perché gli vengono dimezzati i diritti e raddoppiati i doveri a causa della monogamia.
Bisogna sposarsi solo per amore, perché questi matrimoni si concludono con il propagarsi della specie. I matrimoni tra l'altro non sono felici, perché per natura essi non s'interessano della generazione presente ma di quella futura, però come in tutto ci possono essere delle eccezioni.
La sua ostinazione verso l’argomento viaggia intorno ad un'esperienza personale. Infatti nel paragrafo Matrimoni ed assicurazioni. Esperienze personali il filosofo racconta di suo padre in tarda età, infermo e ridotto ad essere accudito da un vecchietto, mentre la sua signora madre (come la chiama lui) si divertiva nei bordelli. La fedeltà coniugale è artificiale nell'uomo e naturale nelle donne, perciò il tradimento della donna è assai più imperdonabile di quello dell'uomo. Egli perciò dovrebbe punire quest'ultima con la separazione; altresì se decide di perdonarla cadrà il suo orgoglio.

### Monogamia e Poligamia
In questo capitolo Arthur debutta accusando l'Europa, cioè la parte del mondo monogama, di essere contro natura.  L'uomo dovrebbe sostituire la donna di cui è stanco, perché è stato vittima di un inganno: infatti appena iniziato il rapporto ha avuto tutto repentinamente e poi, durante la vita di coppia, gli viene sottratto a poco a poco tutto. L'uomo deve essere poligamo perché potrebbe essere tradito dalla donna in qualsiasi momento; l'unica pecca però è che al posto di una suocera, l'uomo ne acquisterà circa dieci.

### I diritti della donna
In questo capitolo Schopenhauer inizia così a trattare anche dell'inferiorità dell'intelletto femminile. Infatti, afferma il filosofo, quando le leggi hanno donato alle donne gli stessi diritti dell'uomo, avrebbero dovuto donarle anche la stessa intelligenza.
Tratta, poi, del lavoro più vecchio del mondo: la prostituzione. Quest'arte nasce a causa della monogamia: mentre nei popoli poligami tutte le donne sono mantenute, in quelli monogami il numero delle donne mantenute è limitato.

### Le donne e la cultura
Schopenhauer afferma che l'unica arte della donna è la civetteria e il dindellon.

### La donna e la società
Riguardo al secondo punto egli parla dell'egoismo delle donne rispetto ai loro simili, alla loro inferiorità nella società, nella giustizia, nella coscienziosità, nell'onestà, alla loro infedeltà rispetto ai giuramenti giudiziari e alla loro ignoranza rispetto ai princìpi fondamentali. Ne fa colpa della rovina della società del suo tempo, infatti dice “sono loro che hanno contribuito maggiormente a inoculare nel mondo moderno la lebbra che lo rode”. S'associa, poi, ad Aristotele quando spiega nella Politica che la decadenza di Sparta fu dovuto alle concessioni che gli spartani diedero alle donne.

### Dame e cavalleria
Schopenhauer critica il valore e l'autenticità della cavalleria, che considera solo una facciata di rispetto verso le donne. Sostiene che molte pratiche cavalleresche sono ipocrite e superficiali, nascondendo un atteggiamento di superiorità piuttosto che una vera considerazione delle donne. Il filosofo osserva che, mentre la cavalleria esalta il rispetto e la dignità delle donne, nella pratica sociale prevalgono comportamenti di dominio e manipolazione. Egli evidenzia come le norme cavalleresche spesso perpetuino ruoli subordinati per le donne, mascherando la realtà con un'apparente cortesia.

### Cos'altro c'è da sapere
In questo capitolo dice di non seguire l'esempio di Petrarca il quale ha dovuto camminare tutt'una vita con una palla di ferro al piede che rappresenta la sua sete d'amore inappagata. Tratta, con l'esempio di Petrarca, il ragionamento di Kant e paragona quest'ultimo ad un uomo in una festa in maschera, che dopo aver corteggiato una donna mascherata, la conquista e scopre che è sua moglie. Quindi qui mette in gioco e insulta la razionalità di Kant, il quale fu definito, ai suoi tempi, “L'orologio vivente”.

### L'elogio delle donne
Il capitolo conclusivo è rappresentato dallo scrittore francese Jouy che dice “Sans les femmes, le commencement de notre vie serait privé de secours, le milieu de plaisirs, et la fin de consolation” (senza le donne, l'inizio della nostra vita sarebbe privo degli aiuti, la fase di mezzo dei piaceri e la fine della consolazione). E termina dicendo “Più guardo gli uomini, meno mi piacciono. Se soltanto potessi dire la stessa cosa delle donne, tutto sarebbe a posto”.